# 上市公司
上市公司（英語：Publicly listed company），是公眾交易公司的一種，是指可以在證券交易所公开交易其公司股票、公司債等的股份有限公司。在部分西文語境下，“股份公司”這一概念可以指古代的合本經商，部分國家（如英國）甚至將未上市無限責任公司也納入“股份公司”一詞的範疇，同時不存在“股份”和“有限”兩詞同時使用的用法，因此使用“上市公司”一詞來描述現代的股份有限公司概念。而在華人地區“上市公司”也是股份有限公司的俗稱。
公司把其證券及股份於證券交易所上市後，公眾人士可根據各個交易所的規則下，自由買賣相關證券及股份，買入股份的公眾人士即成為該公司之股東，享有權益。
公眾有限公司（英語：public limited company）简称公眾公司，是公司法律狀態之一。公眾有限公司類近中國法律下的股份有限公司但还包括unlisted public company。
上市公司是公眾公司的一種。但公眾公司的股票，亦可能只是一些只能在場外交易版交易的证券，甚至是私人獨自擁有。

## 目的
公司把其公司的證券及股份上市的原因有很多種。以一般情況來說，公司把證券及股份在發行股份後以招股形式上市，能吸引公眾人士以大量的資金注入公司，令公司得以擁有充足的資金來發展公司業務；另外，亦有部份公司以非發行新股份的方式（名稱因應各地方之證券交易所規則而有所分別）上市，其目的可能是提高公司知名度或增加公司將來籌集資金的用途。

## 責任
为保护股东利益，按上市規則，上市公司必須向投资者及公眾，於每年六月在股東會公佈其公司的財務報表等資料，並接受監察。